# Hildr

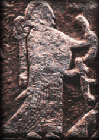

Hildr è una valchiria della mitologia norrena. Il suo nome significa semplicemente "battaglia" e non è chiaro se si tratti di una personificazione della battaglia. Viene citata in numerose fonti, quali Völuspá, Grímismál, Gylfaginning, Hjaðningavíg, Darraðarljóð.
Esiste forse una connessione tra la valchiria Hildr e la Hildr figlia di Högni, protagonista del mito dell'eterna battaglia, la Hjaðningavíg appunto. Secondo le varie versioni della battaglia, che mutano a seconda delle fonti, Hildr, figlia di re Högni, venne rapita da un principe di nome Heðinn. Högni inseguì Heðinn per vendicarsi, ma quando si venne alla battaglia Hildr tentò di riappacificare i due guerrieri e offrì al padre una collana come dono da parte di Heðinn. Högni rifiutò e la battaglia fu inevitabile. I combattimenti infuriarono per tutto il giorno e dopo che venne la sera i due eserciti si ritirarono. Hildr allora andò sul campo di battaglia e resuscitò i caduti. Così, ogni giorno all'alba i due eserciti tornano a combattersi e cesseranno solo con il Ragnarök.

## Videogiochi
Eir appare nel videogioco God of War (2018) dove qui è uno dei boss opzionali del gioco. È una delle nove valchirie imprigionate perché sono state corrotte da Odino. Come le altre valchirie si trovano in camere nascoste.